# Eloeophila delmastroi
Eloeophila delmastroi là một loài ruồi trong họ Limoniidae. Chúng phân bố ở miền Cổ bắc.